# 竹田サービスエリア
竹田サービスエリア（チュクチョンサービスエリア）は大韓民国京畿道龍仁市水枝区の京釜高速道路上(ソウル方向のみ)にあるサービスエリア。

## 道路
- 京釜高速道路

## 施設
- 食堂
- うどん専門店
- 軽食
- コンビニエンスストア
- コーヒー専門店
- ガソリンスタンド（SKグループ）
- 駐車場
- バス停（渋滞時、隣接する新盆唐線東川駅へ乗り換え可能。用賀パーキングエリア、八潮パーキングエリアで行われているサービスと同様）

## 隣
京釜高速道路
(45) 新葛JCT - 竹田SA - ソウル料金所 - (47) 板橋IC